# Vajda Géza (tájfutó)
Vajda Géza (Budapest, 1944. október 23. –) világbajnoki bronzérmes magyar tájfutó, építészmérnök.

## Pályafutása
1967-ben az Ybl Miklós TSE, 1968 és 1974 között a Bp. MÁV Igazgatóság, 1975-től a SMAFC versenyzője volt. Edzője Vízkelety László volt. 1970 és 1975 között válogatott kerettag volt. Két világbajnokságon vett részt. Az 1972-es csehszlovákiai Staré Splavyban rendezett versenyen váltóban bronzérmes lett.
1971 és 1975 között a Lakóterv tervezőmérnöke volt. 1975 és 1900 között a Győriterv, 1990-ben a Soproni Tervező Kft építészmérnökeként dolgozott.

## Sikerei, díjai

### Egyéni
- Magyar bajnokság
  - bajnok: 1972 (éjszakai), 1974 (éjszakai)
  - 2.: 1971 (éjszakai), 1973 (éjszakai), 1974 (nappali)
  - 3.: 1972 (nappali)
- Világbajnokság
  - 23.: 1972, Staré Spavy

### Csapatban
- Magyar bajnokság
  - bajnok: 1971
- Világbajnokság
  - 3.: 1972, Staré Splavy (váltó, 5:09:29)
  - 6.: 1974, Viborg (váltó, 5:32:18)